# Feoktistov (månekrater)
Feoktistov er et nedslagskrater på Månen. Det befinder sig på Månens bagside og er opkaldt efter den sovjetiske kosmonaut Konstantin P. Feoktistov (født 1926).
Navnet blev officielt tildelt af den Internationale Astronomiske Union (IAU) i 1970. 

## Omgivelser
Feoktistovkrateret ligger på den nordlige halvkugle af Månens bagside, nordvest for Mare Moscoviense. 

## Karakteristika
Krateret er lidt udvidet i udadgående retning mod nord, hvilket giver indtryk af, at der er to overlappende kratere, som er sluttet sammen. Der er lette indskæringer i randens østlige og nordvestlige sider, men ellers er den afrundet og ikke slidt af betydning. Bortset fra en irregulær stribe mod nordøst er kraterbunden uden særlige landskabstræk.

## Satellitkratere
De kratere, som kaldes satellitter, er små kratere beliggende i eller nær hovedkrateret. Deres dannelse er sædvanligvis sket uafhængigt af dette, men de får samme navn som hovedkrateret med tilføjelse af et stort bogstav. På kort over Månen er det en konvention at identificere dem ved at placere dette bogstav på den side af satellitkraterets midte, som ligger nærmest hovedkrateret. Feoktistovkrateret har følgende satellitkratere:
| Feoktistov | Længde  | Bredde   | Diameter |
| ---------- | ------- | -------- | -------- |
| X          | 33,1° N | 139,5° Ø | 23 km    |

## Måneatlas
- Billeder af Feoktistovkrateret i LPI-måneatlasset